# (4381) Uenohara
(4381) Uenohara est un astéroïde de la ceinture principale.

## Description
(4381) Uenohara est un astéroïde de la ceinture principale. Il fut découvert le 22 novembre 1989 à Uenohara par Nobuhiro Kawasato. Il présente une orbite caractérisée par un demi-grand axe de 3,03 UA, une excentricité de 0,08 et une inclinaison de 11,2° par rapport à l'écliptique.

## Compléments